# Коркино (Рыбинский район)
В Ярославской области есть ещё две деревни Коркино в Гаврилов-Ямском и Некоузском районах.
Коркино — деревня в Макаровском сельском округе Судоверфского сельского поселения Рыбинского района Ярославской области.
Деревня расположена на юго-западе поселения, к востоку от крупного посёлка и железнодорожной станции Тихменево. Деревня стоит на правом, южном берегу реки Коровка. Из Тихменево через Волково и Коркино по правому берегу Коровки идёт просёлочная дорога на Александровку, где более крупная дорога ведёт через Васькино в окрестности Покрова. Через Александровку идёт и дорога к деревне Харитоново, расположенной около железнодорожной станции Просвет. Юго-западнее Коркино начинается болото Чистый мох, в котором ранее велась добыча торфа. В направлении на юго-восток от деревни ненаселённый заболоченный лес вплоть до автомобильной дороги Р104 на участке Рыбинск—Углич, вдоль которой деревни Покровского сельского поселения,.
Деревня не указана на плане Генерального межевания Рыбинского уезда 1792 года.
На 1 января 2007 года в деревне числился 2 постоянных жителя. Почтовое отделение, расположенное в деревне Харитоново, обслуживает в деревне 19 домов. Улицы не именуются.